# Милица Марковић Цветковић
Марковић Цветковић Милица (Крагујевац, 6. фебруар 1887 — Голник, 29. новембар 1932) била је песникиња, професорка, болничарка и сектретар "Ратног одбора Српкиња" у Крагујевцу.

## Биографија
Рођена је од оца Милоша Цветковића директора Крагујевачке гимназије и мајке Анке Сретеновић иѕ Сипића. Имала је два брата Миодрага и Симу и две сестре Зору и Бидосаву.
Основну сколу завршила је 1897. након тога Бишу женску учитељску сколу 1906. На студијама у Цириху била је од 1910-1911. У Београду студирала на Филозофском факултету 1920. па је завршила Бишу педагоску сколу 1924-1928. са са званњем професора.
Била је учитељица у Великој Јасиковки, Стојнику, Враћевшници, Глибовац и См. Паланци. Додељена је на рад Крушевачкој Гимназији (1919—1924). Касније ради као професор Женске учитељске сколе до пензионисања 1932.
Путовала је са члановима Шумадијског учитељског друштва у Хрватску, Словенију и Италију до Венеције. Са тих путовања објавила је путописе. Први рад Од Крагујевца до границе и Пирота, објавила је 1905. Чланке, Есеје, Путописе, Студије, Коментаре оцене стручних дела објавила је у часописима и другим публикацијама: Извештај Бише зенске и уцитељске школе Крагујевац.